# 严云绶
严云绶（1937年4月—2021年10月），又名严云受，男，汉族，安徽桐城人，中华人民共和国红学家、政治人物。

## 生平
1957年至1961年在安徽师范学院、合肥师范学院（安徽师范大学前身）中文系学习，毕业后留校任教。历任合肥师范学院、安徽师范大学中文系助教、讲师、副教授、教授，文学研究所所长，安徽师范大学科研处处长，安徽师范大学副校长。1993年任安徽省新闻出版局副局长。1997年4月任安徽省人民政府参事。2021年10月逝世。

## 学术贡献
主要从事文艺学与明清小说的研究工作，发表论文70余篇，撰著、合编教材2部、著作10部。对《红楼梦》作者、高鹗续书、贾宝玉形象、曹雪芹卒地等提出过创造性见解，曾兼任中国红楼梦学会理事、《红楼梦学刊》编委、安徽省哲学社会科学联合会副主席等。1992年获评享受国务院特殊津贴，并荣获安徽省有特殊贡献的中青年专家称号。